# Monzen-Nakachō (métro de Tokyo)
Monzen-Nakachō (門前仲町駅, Monzen-Nakachō-eki) est une station du métro de Tokyo sur les lignes Ōedo et Tōzai dans l'arrondissement de Kōtō à Tokyo. Elle est exploitée conjointement par le Tokyo Metro et le Bureau des Transports de la Métropole de Tokyo (Toei).

## Situation sur le réseau
La station Monzen-Nakachō est située au point kilométrique (PK) 13,8 de la ligne Tōzai et au PK 14,5 de la ligne Ōedo.

## Histoire
La station a été inaugurée le 14 septembre 1967 sur la ligne Tōzai. La ligne Ōedo dessert la station depuis le 12 décembre 2000.

## Services aux voyageurs

### Accès et accueil
La station est ouverte tous les jours.
En moyenne, 115 822 voyageurs ont fréquenté quotidiennement la station en 2015 (partie Tokyo metro).

### Desserte
- Ligne Tōzai :
  - voie 1 : direction Nishi-Funabashi (interconnexion avec la ligne Tōyō Rapid pour Tōyō-Katsutadai ou la ligne Chūō-Sōbu pour Tsudanuma)
  - voie 2 : direction Nakano (interconnexion avec la ligne Chūō-Sōbu pour Mitaka)
- Ligne Ōedo :
  - voie 1 : direction Iidabashi et Tochōmae
  - voie 2 : direction Roppongi et Hikarigaoka

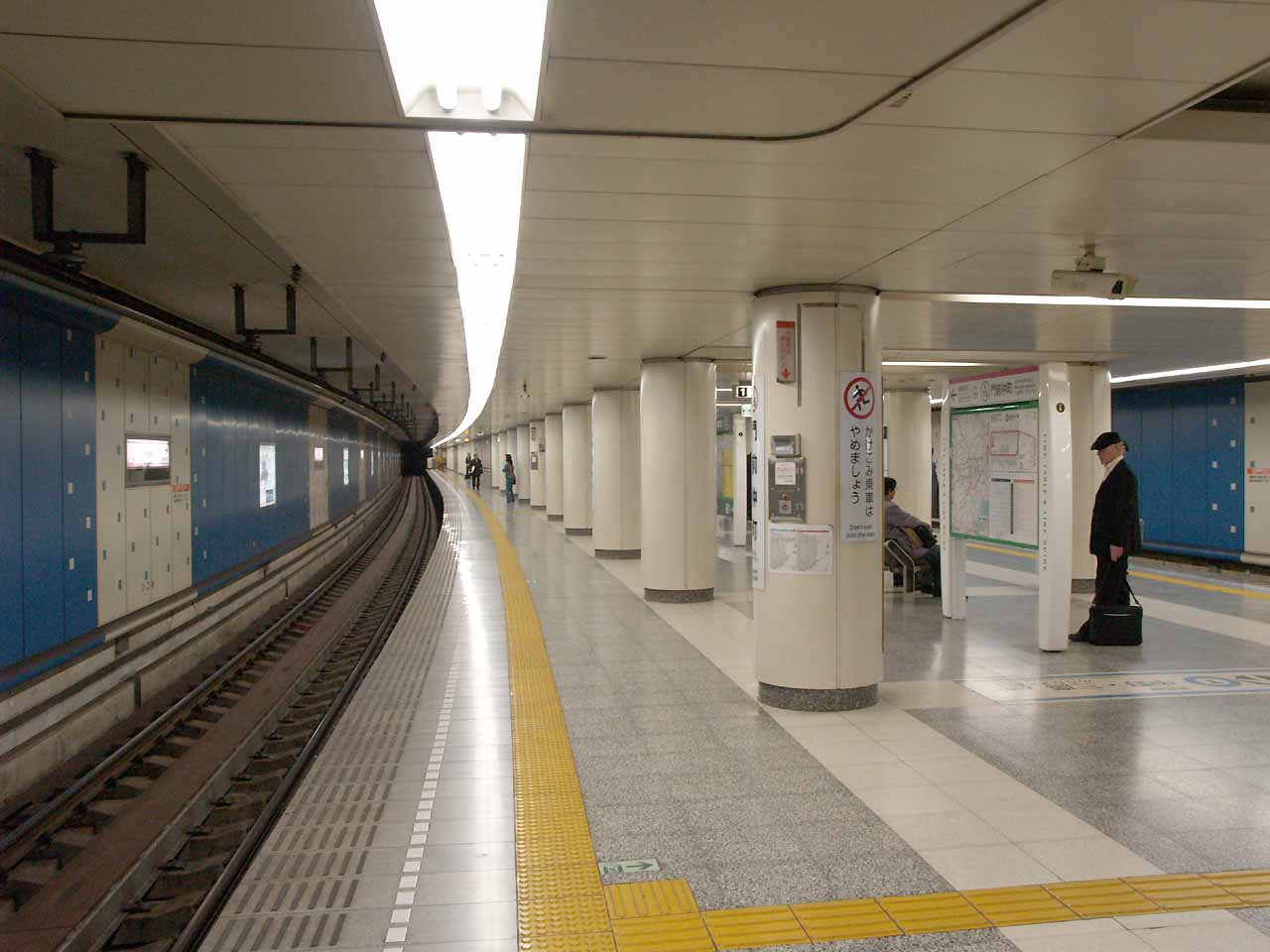
Quai de la ligne Ōedo
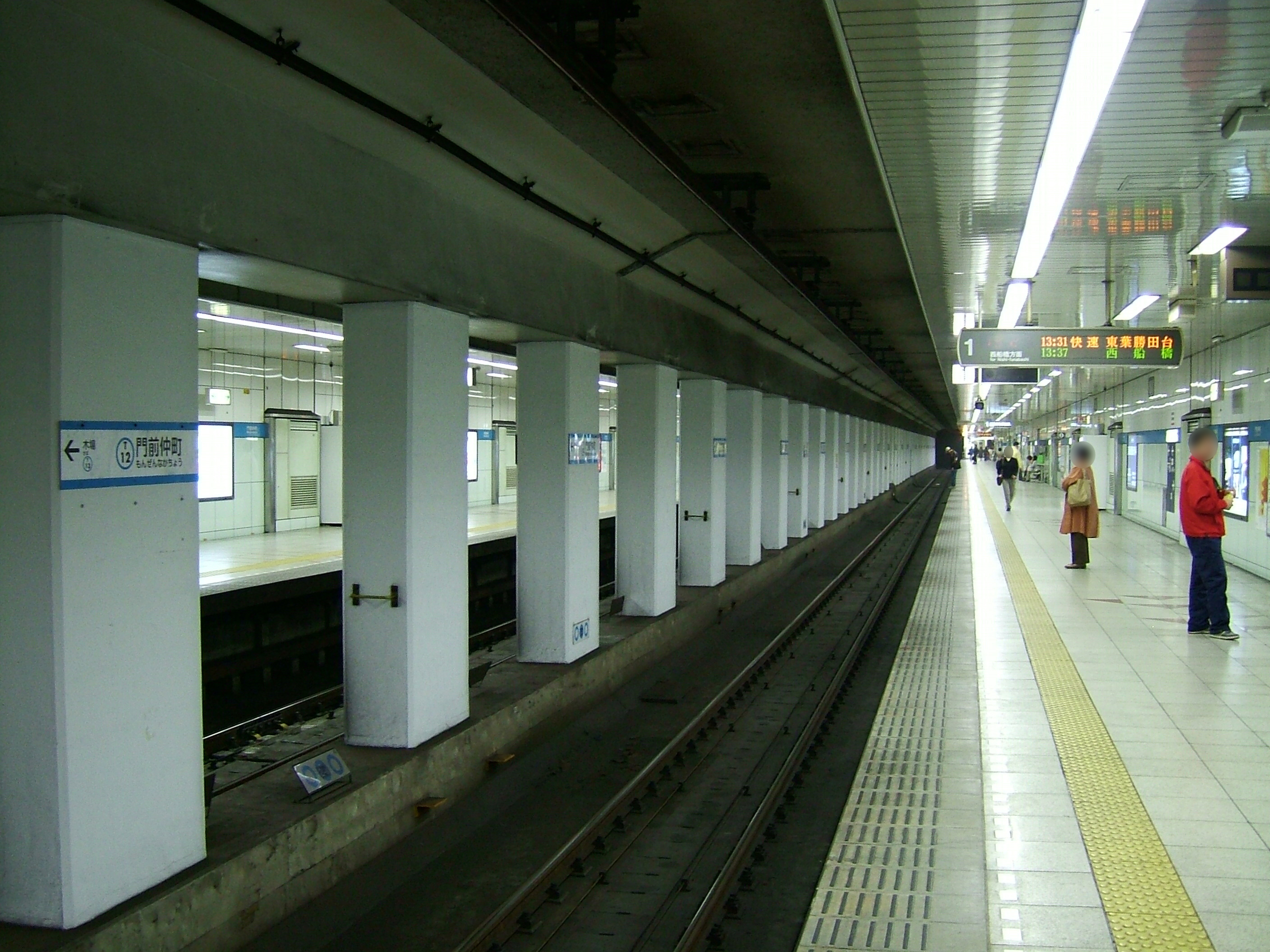
Quais de la ligne Tōzai

## À proximité
- Tomioka Hachiman-gū
- Fukagawa Fudō-dō